# Гель для волосся

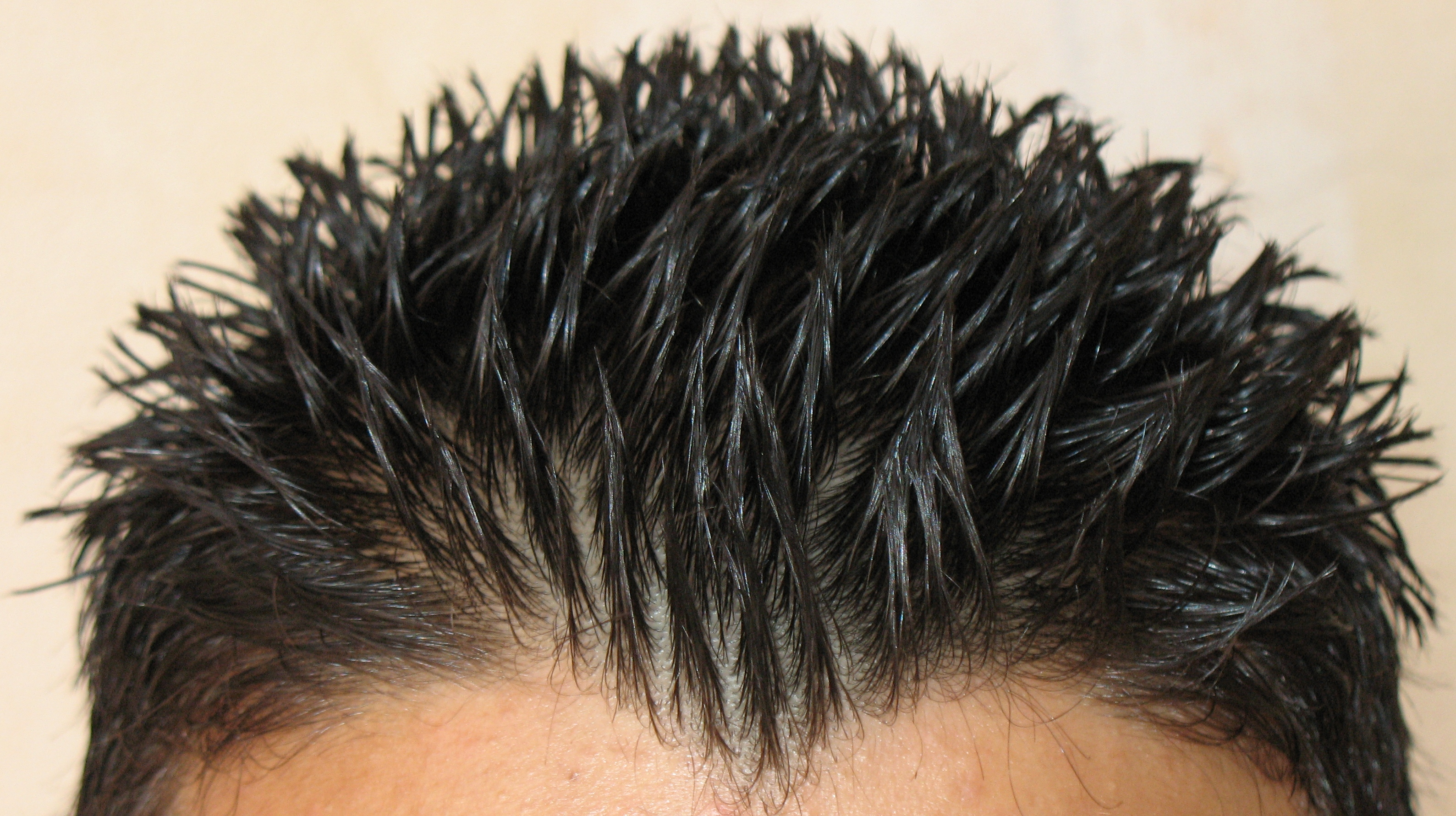
Зачіска з гелем для волосся

Гель для волосся — перукарський продукт, який використовується для стилізованого укладання волосся, додання жорсткості волоссю, фіксації волосся, зокрема в певних типах зачісок. 
Являє собою драглисту речовину. Основними компонентами його є плівкоутворювальні полімери, які обгортаються навколо волосся (на відміну від лаку для волосся), що призводить до зміцнення волосся під дією своєї структури, коли лак лише полегшує формування волосся. Деякі типи гелів включають барвники для тимчасового фарбування волосся, включаючи неприродні кольори, пов'язані з різними субкультурами, наприклад, такі як готична мода. 
Гель для волосся використовується в основному з коротким, але почасти і з довгим волоссям. В даний час дуже популярний, особливо серед молодих людей.
Найбільш ранні свідоцтва про даний продукт, який складався з суміші олії і смол сосни, засвідчує так звана Людина з Клонікавана віком 392-201 р. до н.е.

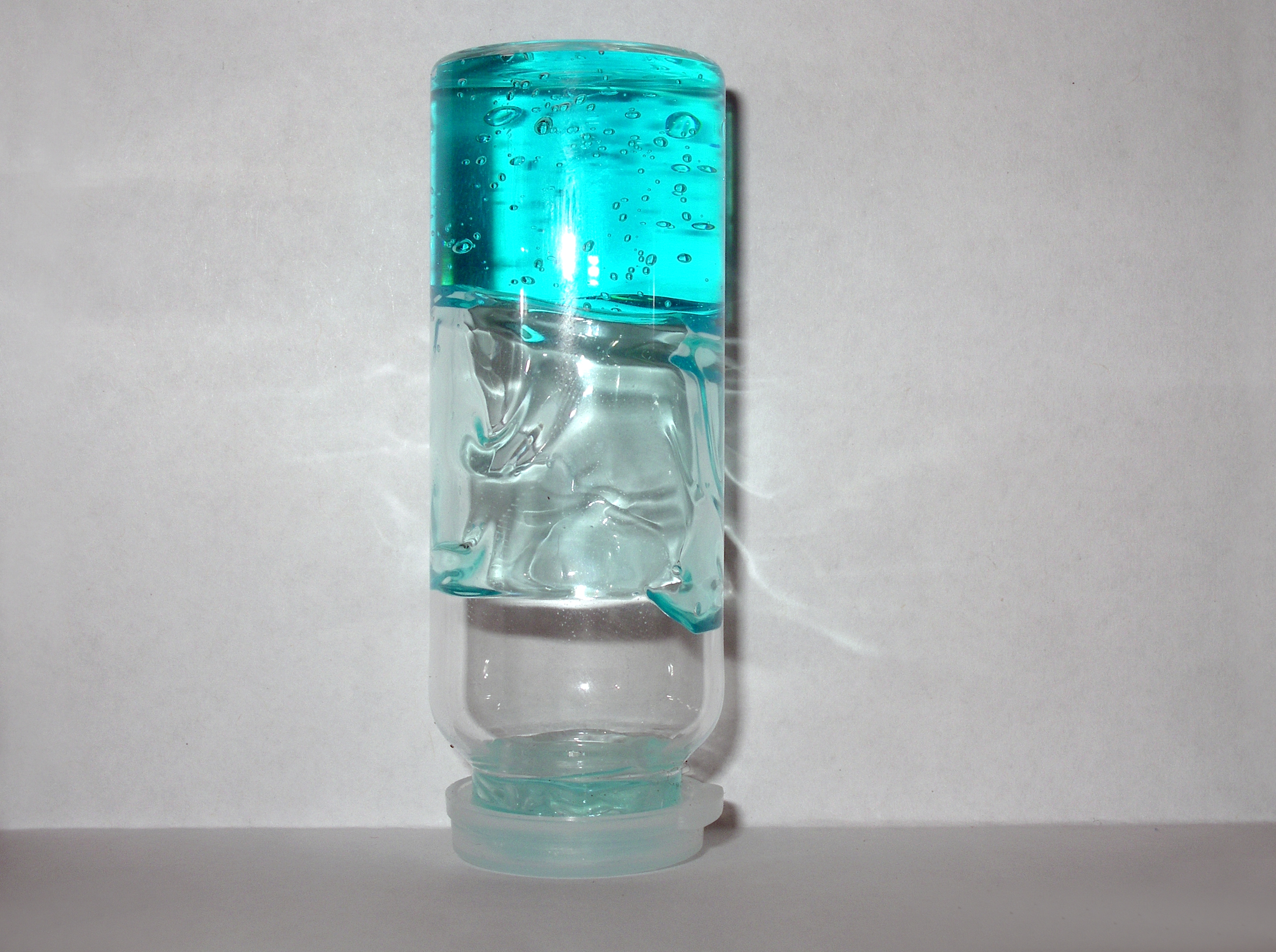
Контейнер з гелем для волосся

Замість гелю для волосся раніше використовували жир (вершкове масло, маргарин), пиво або цукрову воду для укладання волосся.

## Катіонні полімери
Катіонні полімери є одним з основних функціональних компонентів гелю для волосся. 